# Мид, Карл Джозеф
Карл Джо́зеф Мид (англ. Carl Joseph Meade; род. 1950) — астронавт НАСА. Совершил три космических полёта на шаттлах: STS-38 (1990, «Атлантис»), STS-50 (1992, «Колумбия») и STS-64 (1994, «Дискавери»), полковник ВВС США.

## Личные данные и образование

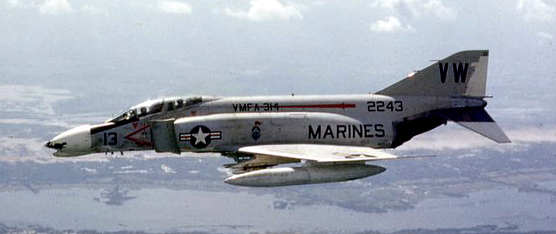
Самолёт F-4 Phantom II в полёте.

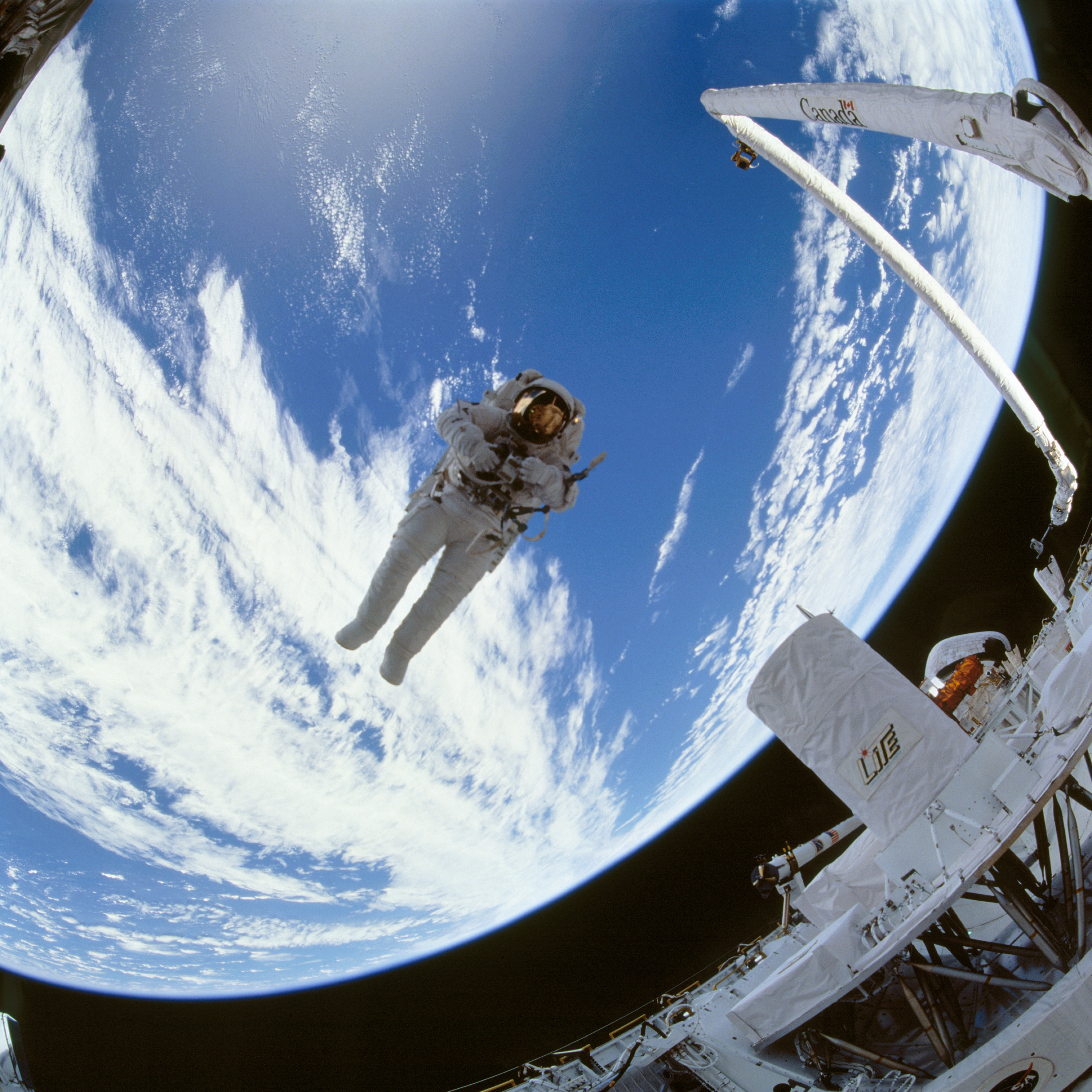
Карл Мид испытывает ранец.

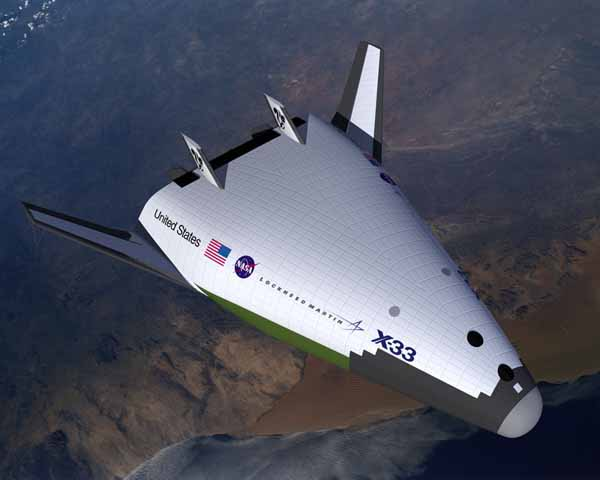
Х-33 в полёте.

Карл Мид родился 16 ноября 1950 года на авиабазе Ченут, штат Иллинойс. Окончил среднюю школу на авиабазе ВВС «Рэндолф», штат Техас в 1968 году. Его отец, Джозеф Мид, проживает в городе Юнивэрсал-Сити, штат Техас. Его мать, Эстер Дж. Мид, умерла. Жена - Черил Энн Рут, у них двое сыновей. Увлекается: резьба по дереву, авиамоделизм, бадминтон, бег трусцой, катание на водных и зимних лыжах. Ему была присвоена степень бакалавра наук в области электротехники, при окончании Техасского Университета (город Остин) в мае 1973 года. По окончании Калифорнийского технологического института в 1975 году была присвоена степень магистра наук, тоже в области электротехники.

## До НАСА
До действительной военной службы в ВВС Соединенных Штатов, в 1973 - 1975 годах работал научным сотрудником в крупной американской военно-промышленной авиастроительной компании «Hughes Aircraft» в Калвер-Сити, Калифорния. Он начал службу в ВВС США на авиабазе «Лафлин», штат Техас, где он был лучшим выпускником Школы подготовки пилотов. В 1977 году был переведён на авиабазу «Шоу», штат Южная Каролина, где он летал на различных модификациях самолёта F-4. Затем он был отобран для обучения в Школу ВВС США. По окончании был отмечен как лучший лётчик-испытатель и получил назначение на авиабазу Эдвардс в Калифорнии. Несмотря на то, что он занимался научно-исследовательской работой по развитию и оценке лётных качеств различных модификаций самолётов F-5E и F-20, он также занимался крылатыми ракетами наземного и воздушного пусков. Он испытывал надёжность, манёвренность и летные качества самолётов при быстром наборе скорости, экстренном торможении, а также различные системы вооружения. Испытывал самолёты F-16, F-16A и F-16C. В 1985 году в Школе лётчиков-испытателей ВВС США стал инструктором на F-4, А-7 Corsair II и А-37, а также на различных планерах. Имеет налёт более 4800 часов на 27 различных типах самолётов.

## Подготовка к космическим полётам
В июне 1985 года был зачислен в отряд астронавтов НАСА в составе 11-го набора в качестве специалиста полёта. Прошёл курс ОКП с августа 1985 года. По окончании её в июле 1986 года получил квалификацию специалиста полёта и назначение в Отдел астронавтов НАСА.

## Полёты в космос
- Первый полёт — STS-38[3], шаттл «Атлантис». C 15 по 20 ноября 1990 года в качестве «специалиста полёта». Полёт проводился в интересах Министерства обороны США. Продолжительность полёта составила 4 суток 21 час 55 минут[4].
- Второй полёт — STS-50 [5], шаттл «Колумбия». C 25 июня по 9 июля 1992 года в качестве «командира корабля». Цель полёта — проведение различных физических и медико-биологических экспериментов. Исследования проводились в лабораторном модуле «Спейслэб» в грузовом отсеке корабля. Продолжительность полёта составила 13 дней 19 часов 31 минуту (самый продолжительный полёт шаттла на тот момент)[6].
- Третий полёт — STS-64 [7], шаттл «Дискавери». C 9 по 20 сентября 1994 года в качестве специалиста полёта. Миссия включала в себя выполнение экспериментов разной направленности, в частности, эксперимент «LITE» по лётным испытаниям лидара, эксперименты с возвращаемым спутником Spartan 201, снабжённым астрономической аппаратурой, опробование средства автономного перемещения астронавта SAFER, эксперимент SPIFEX — по изучению выхлопа двигателей ориентации шаттла [8]. Совершил один выход в открытый космос: 19 сентября 1994 года, продолжительностью 6 часов 51 минуту, из них 3 часа 35 минут испытывал реактивный ранец для автономного полёта астронавта. Продолжительность полёта составила 10 суток 22 часа 51 минуту [9].

Общая продолжительность полётов в космос — 29 дней 16 часов 17 минут.

## После полётов
В  марте 1996 года ушёл из отряда астронавтов и из НАСА. С марта 1996 года работал в компании Lockheed Martin заместителем руководителя проекта по созданию Х-33.

## Награды и премии
Награждён: Медаль «За космический полёт» (1990, 1992 и 1994), Крест лётных заслуг (США), Медаль «За отличную службу» (США), Медаль «За исключительные заслуги» и многие другие.